# Benny Lester
Abraham Bennett "Benny" Lester (10 tháng 2 năm 1920 - 1958) là một cầu thủ bóng đá người Anh từng thi đấu cho Hull City, Lincoln City và Stockport County ở Football League.